# Clausilocolidae
Famille
Synonymes
- Proclausilocolidae

Les Clausilocolidae sont une famille de Ciliés de la classe des Oligohymenophorea et de l’ordre des Astomatida.

## Étymologie
Le nom de la famille vient du genre type Clausilocola, composé de clausil-, peut-être par allusion au mollusque du genre Clausilia, et de -cola (du latin colo, « labourer, cultiver, habiter »), littéralement « habitant (d'un mollusque du genre) Clausilia », en référence au lieu de vie de ce cilié.

## Description
Les Clausilocolidae sont de taille moyenne (80 à 200 μm). Ils ont la forme d'une virgule  ou d'une ellipsoïde aplatie et faiblement allongée. Ils nagent librement dans leur milieu de vie. Leur ciliation somatique est holotriche (c. à d. homogène), dense, avec un système sécant antérieur en forme de fer à cheval et à zone thigmotactique antérieure, diversement développée. Leur macronoyau est globuleux à ellipsoïde. Un micronoyau est présent. Les vacuoles contractile sont dispersées.

## Distribution
Les Clausilocolidae vivent dans des habitats terrestres, dans le tube digestif de mollusques gastéropodes et d'annélides oligochètes africains,.

## Liste des genres
Selon GBIF (30 juillet 2023) :
- Clausilocola Lom, 1959 genre type
  - Espèce type : Clausilocola apostropha Lom, 1959
- Haptophryopsis de Puytorac, 1971
- Paraclausilocola Fokam, Ngassam, Strüder-Kypke & Lynn, 2011

Selon Lynn (2008) :
- Clausilocola Lom, 1959
- Haptophryopsis de Puytorac, 1971
- Proclausilocola Lom, 1959

## Systématique
Le nom valide de ce taxon est Clausilocolidae de Puytorac, in Corliss, 1979.